# Gaspar Téllez-Girón y Gómez de Sandoval
Gaspar Téllez-Girón y Gómez de Sandoval (Madrid, 25 de maig de 1625 - 2 de juny de 1694), V duc d'Osuna, V marquès de Peñafiel, IX comte d'Ureña, Gran d'Espanya,
Va ser cambrer major i gentilhome de cambra de Felip IV de Castella i Carles II de Castella. Va ser general de les Fronteres de Castilla la Vella 1660, de les Armes de Ciudad Rodrigo 1663, 
Va ser nomenat capità general i virrei de Catalunya (1667-1669), passant posteriorment a ser governador de l'Estat de Milà (1670-1674), governador del Consell d'Estat i del de Flandes.
El 1645 es va casar amb la seva cosina, Feliche de Sandoval Rojas, duquessa de Uceda, marquesa de Belmonte i gran d'Espanya, (+ Milà 7 d'octubre de 1671).
Es torna a casar el 26 de juny de 1672 amb Anna Benavides Carrillo i Toledo (Milà 14 d'abril de 1653 + Madrid 4 de desembre de 1707), marquesa de Frómesta i de Caracena, comtessa de Pinto.
Va morir sobtadament d'un atac d'apoplexia el 2 de juny de 1694 en presència de Carles II, estant en la cambra del rei quan se celebrava una junta del Consell d'Estat i en la que acabava de ser nomenat vicari general dels Regnes d'Andalusia.